# La Estrella, Chile
La Estrella este un târg și comună din provincia Cardenal Caro, regiunea O'Higgins, Chile, cu o populație de 2.900 locuitori (2012) și o suprafață de 435 km2.